# Kanton Chambley-Bussières
Der Kanton Chambley-Bussières war von 1873 bis 2015 ein französischer Kanton im Arrondissement Briey, im Département Meurthe-et-Moselle und in der Region Lothringen; sein Hauptort war Chambley-Bussières. Letzte Vertreterin im Generalrat des Départements war von 2008 bis 2015 Rachel Thomas.
Der Kanton Chambley-Bussières war 11.565 Hektar (115,65 km²) groß und hatte (2006) 3.637 Einwohner, was einer Bevölkerungsdichte von 31 Einwohnern pro km² entsprach. Er lag im Mittel auf 237 Meter über dem Meeresspiegel, zwischen 182 m in Onville und 365 m ebenfalls in Onville.

## Lage
Der Kanton lag in der Nordhälfte des Départements Meurthe-et-Moselle.

Lage des Kantons Chambley-Bussières im Département Meurthe-et-Moselle
Lage des Kantons Chambley-Bussières im Arrondissement Briey

## Gemeinden
Der Kanton wurde 1873 aus den zwölf Gemeinden des Kantons Gorze gebildet, die nach dem Frieden von Frankfurt 1871 bei Frankreich verblieben waren:
| Gemeinde               | Einwohner Jahr | Fläche km² | Bevölkerungsdichte | Code INSEE | Postleitzahl |
| ---------------------- | -------------- | ---------- | ------------------ | ---------- | ------------ |
| Chambley-Bussières     | 661 (2013)     | 19,25      | 34 Einw./km²       | 54112      | 54890        |
| Dampvitoux             | 63 (2013)      | 9,19       | 7 Einw./km²        | 54153      | 54470        |
| Hagéville              | 118 (2013)     | 8,94       | 13 Einw./km²       | 54244      | 54470        |
| Mars-la-Tour           | 968 (2013)     | 12,64      | 77 Einw./km²       | 54353      | 54800        |
| Onville                | 542 (2013)     | 9,27       | 58 Einw./km²       | 54410      | 54890        |
| Puxieux                | 253 (2013)     | 5,67       | 45 Einw./km²       | 54441      | 54800        |
| Saint-Julien-lès-Gorze | 174 (2013)     | 10,38      | 17 Einw./km²       | 54477      | 54470        |
| Sponville              | 119 (2013)     | 7,20       | 17 Einw./km²       | 54511      | 54800        |
| Tronville              | 214 (2013)     | 7,00       | 31 Einw./km²       | 54535      | 54800        |
| Villecey-sur-Mad       | 324 (2013)     | 7,41       | 44 Einw./km²       | 54570      | 54890        |
| Waville                | 430 (2013)     | 11,43      | 38 Einw./km²       | 54593      | 54890        |
| Xonville               | 135 (2013)     | 7,27       | 19 Einw./km²       | 54599      | 54800        |

## Bevölkerungsentwicklung
| 1962  | 1968  | 1975  | 1982  | 1990  | 1999  | 2006  | 2012  |
| ----- | ----- | ----- | ----- | ----- | ----- | ----- | ----- |
| 3.050 | 3.276 | 3.017 | 3.022 | 3.140 | 3.346 | 3.637 | 4.001 |